# Květiny Ukrajiny
Květiny Ukrajiny (ukrajinsky Квіти України, Kvity Ukrajiny), též Květy Ukrajiny) je modernistická budova, která se nachází v Kyjevě na ulici Sičovych Strilciv číslo 49 na Ukrajině. Byla postavena v letech 1983–1985 na základě návrhu ukrajinského architekta Nikolaje Levčuka. V roce 1986 získala ocenění Stavba roku. Až do roku 2000 byla využívána jako velké květinářství s vlastním skleníkem, provozním zázemím a výstavní a kulturní síní. V létě roku 2021 započala její rekonstrukce, která byla přerušena po protestech místních obyvatel a následně v srpnu 2021 byla odborem ochrany kulturních památek města Kyjeva navržena na zařazení do seznamu památek.

## Popis
Dům stojí na půdorysu obdélníku přičemž jeho jihovýchodní roh je vykousnut. Nachází se na rohu ulic Sičovych Strilciv a Hoholivská. Drží uliční čáru a ani nepřevyšuje okolní historickou zástavbu. Dům je pětipodlažní, celková výška (včetně technického patra) je 21 metrů. Je tvořen, železobetonovou konstrukcí na které jsou zavěšené dekorativní travertinové desky, a další prvky.

### Stav objektu v roce 2015
Budova byla rozdělena na dva funkční bloky. Jeden obložený travertinem měl tvar písmene L s kratší částí vystupující na sever a před delší částí byla soustava třech prosklených bloků postupně stoupajících bloků. Ty byly zakončeny právě delší nožkou písmene L, která byla ještě o něco výš. Zatímco tedy na této straně hlavní část postupně do hloubky stoupá, část obložená travertinem je dole odskočená a přistupuje s výškou ve stupních blíž k uliční čáře, kterou lícuje. Ze západní strany jsou pak zleva doprava vidět jednotlivé schody prosklených bloků až po poslední travertinem obložený blok navazující na vedlejší blok. I zde jsou jednotlivé části směrem do Sičovych Strilciv vertikálně uskočeny. Před skleněnou částí jsou pak obdélníkové záhonky obezděné nízkou zídkou.

## Historie
Autorem projektu květinářského-skleníku Květiny Ukrajiny je architekt Nikolaj Levčuk. V roce 1986 získal projekt cenu stavba roku od Unie architektů Ukrajiny. Od svého uvedení do provozu v roce 1985 do roku 2000 obsahovala budova kromě největšího kyjevského květinářství také skleník, výstavní síň, výzkumné centrum, místnosti pro kulturní a vzdělávací práci, administrativní a skladové prostory.

### Plánovaná rekonstrukce
V roce 2021 vlastník budovy naplánoval její přestavbu na kancelářské centrum, přidal nadstavbu a podzemní parkoviště. Na konci června 2021 developer nařezal třicet let starou révu, která porůstala fasádu domu, a začal rekonstruovat interiér včetně původních lustrů a vitráží.

Dne 6. července 2021 se poblíž budovy konalo shromáždění, na kterém ochránci aktivisté požadovali obnovu budovy a stavěli se proti její rekonstrukci. Argumentovali, že nová fasáda budovy, představená developerem, může zničit historický soubor ulice Sičovych Strilciv. Organizátoři a účastníci požadovali, aby Ministerstvo kultury Ukrajiny a odbor ochrany kulturního dědictví Státní správy města Kyjeva udělily stavbě Květiny Ukrajiny status architektonické památky. 

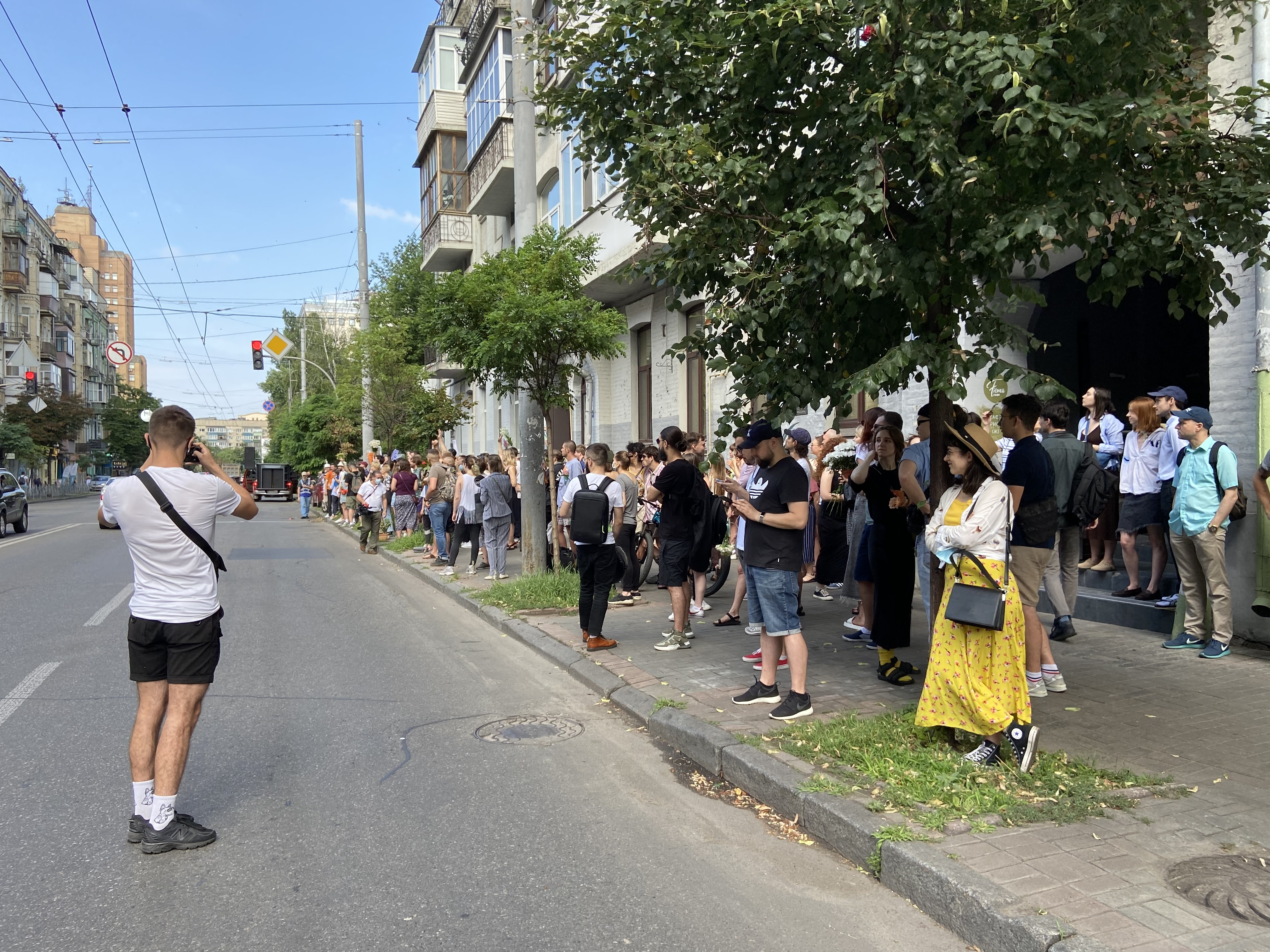
Demonstrace proti rekonstrukci budovy 6. července 2021
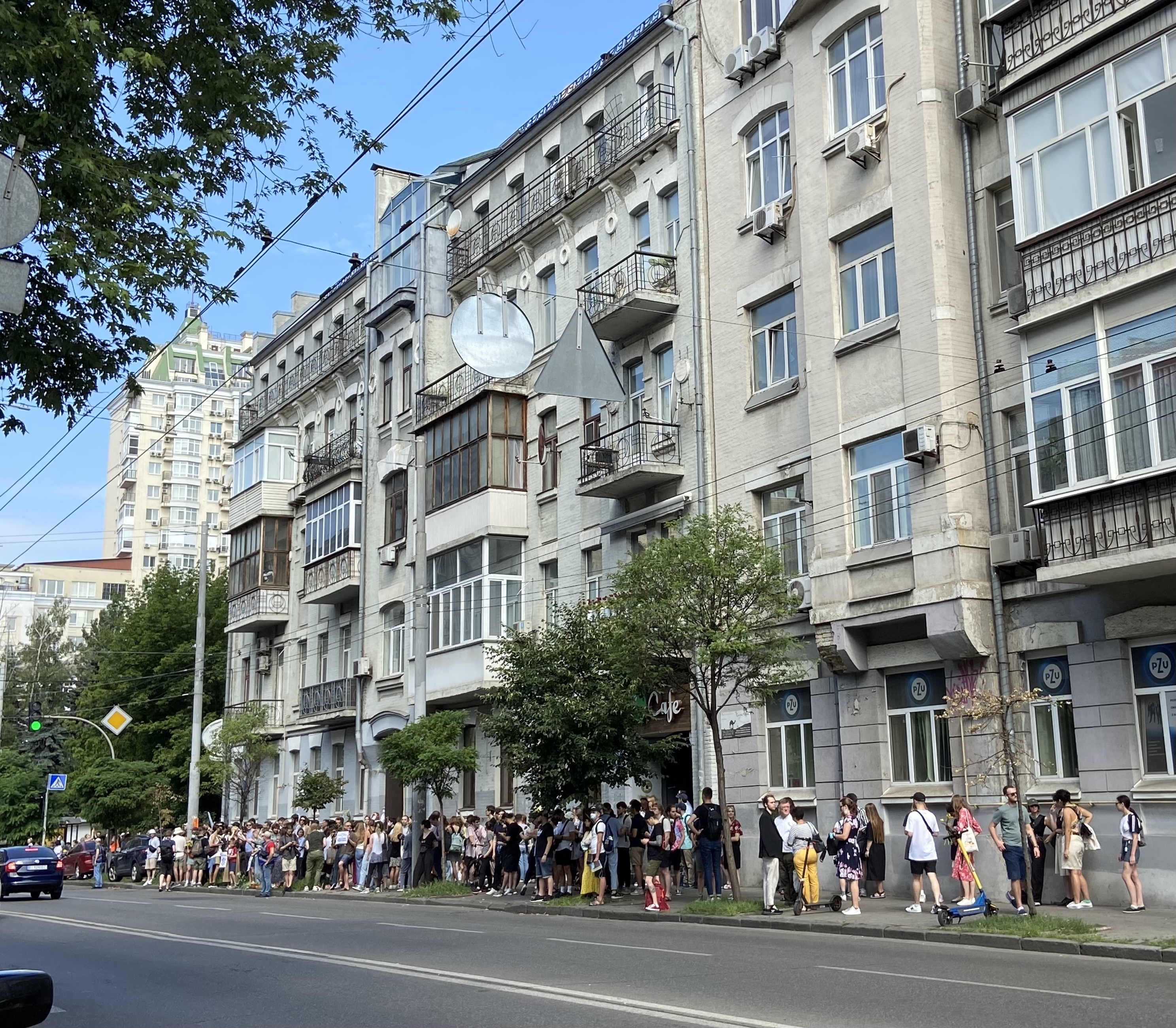
Demonstrace
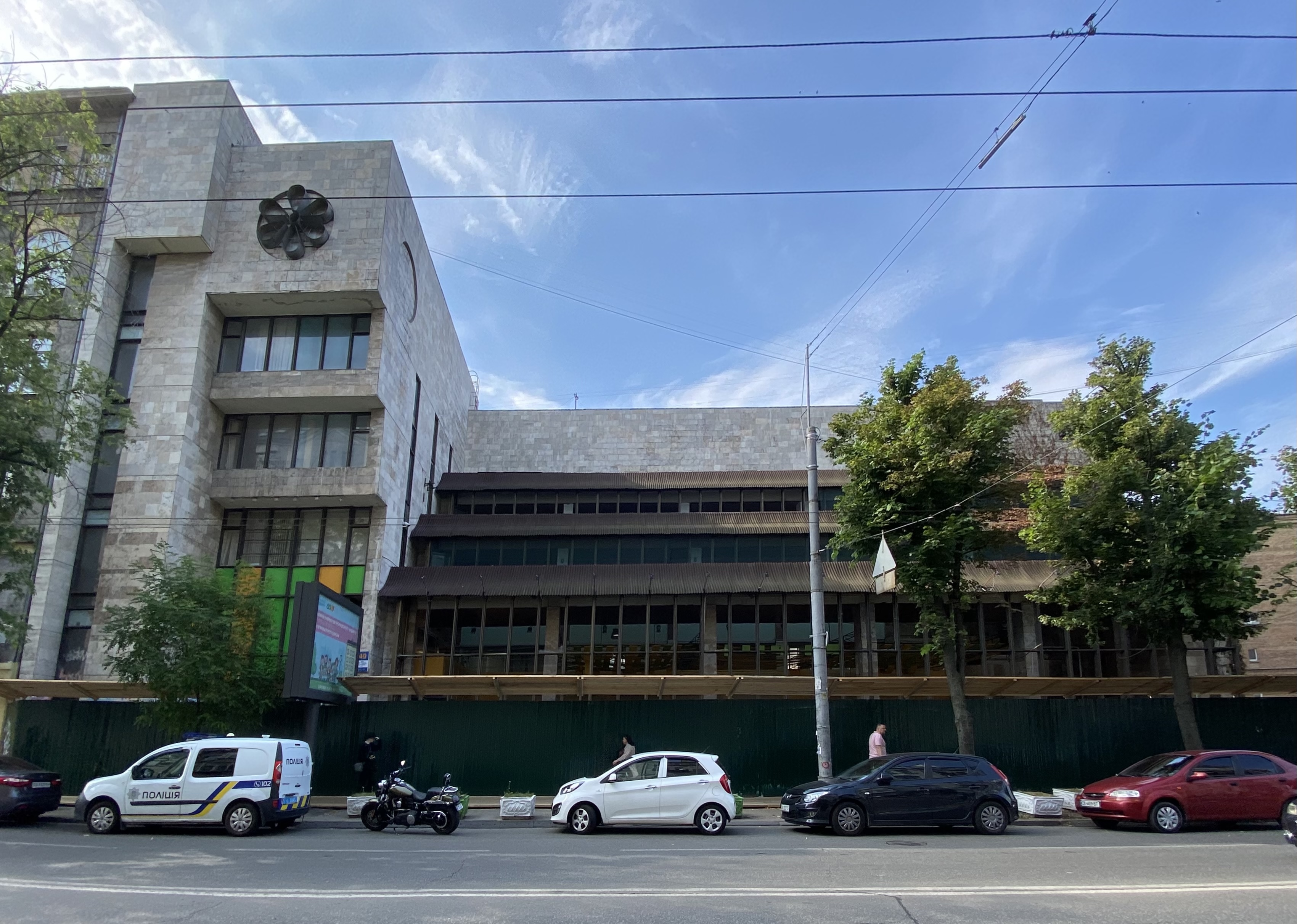
Budova Květiny Ukrajiny 6. července 2021

Dne 12. července 2021 začal developer s demontáží hlavní fasády, což naštvalo místní obyvatele, kteří v reakci strhli ohrazení kolem domu a začali blokovat stavební zařízení. Následně na svém Facebooku ministr kultury Oleksandr Tkačenko napsal o potřebě zastavit demontáž objektu, vyřešit otázku udělení ochranného statusu a také vyzval kyjevského starostu Vitalije Klička, aby pečlivěji přistupoval ke zveřejňování podmínek územního plánování a omezení budov nacházejících se v historickém centru města. Následného dne budovu zabavil Ševčenkivský okresní soud města Kyjev a rozhodl, že během přípravného vyšetřování jsou zakázány jakékoliv stavební práce.

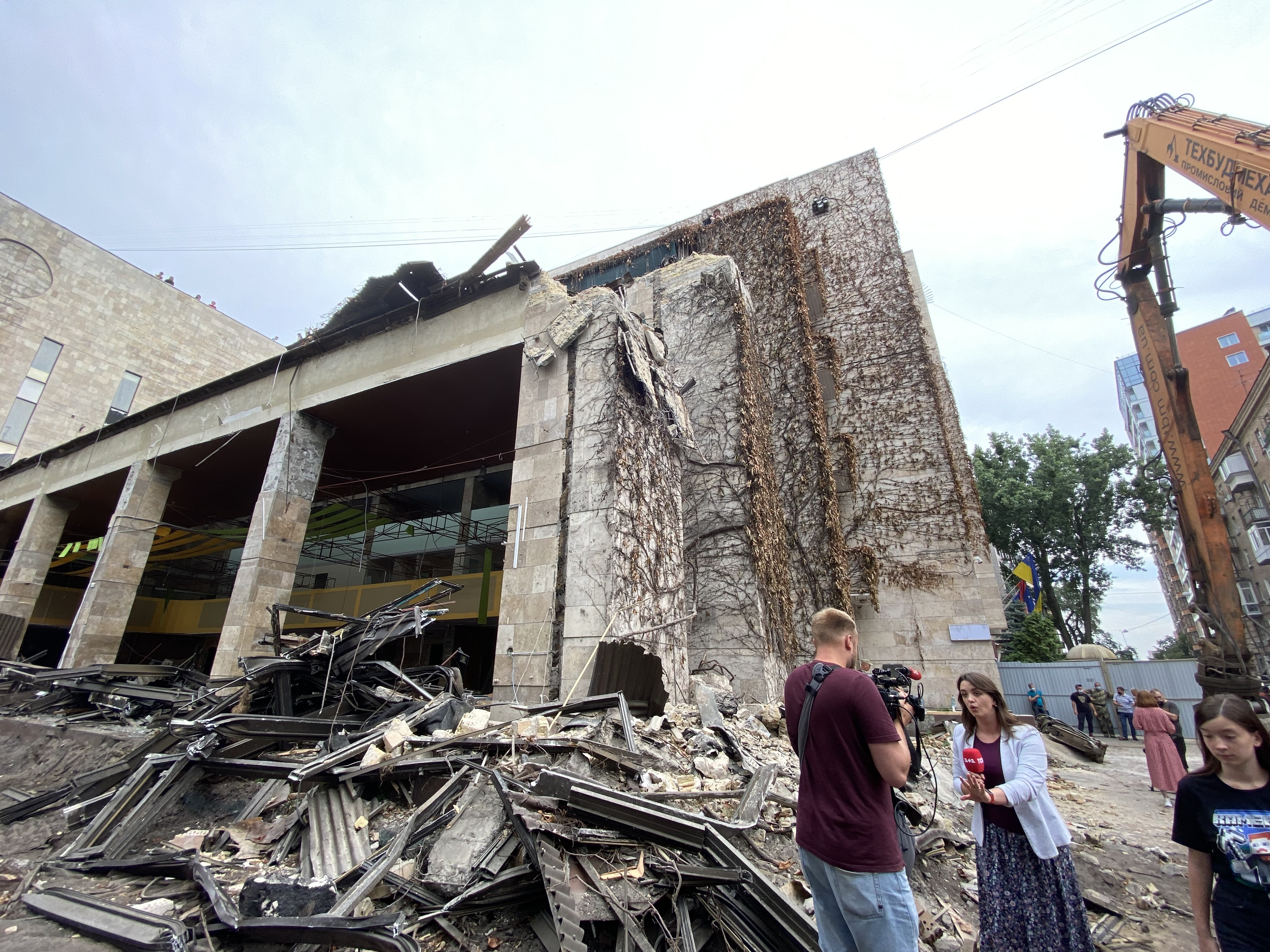
Budova s demontovanou fasádou dne 12. července 2021
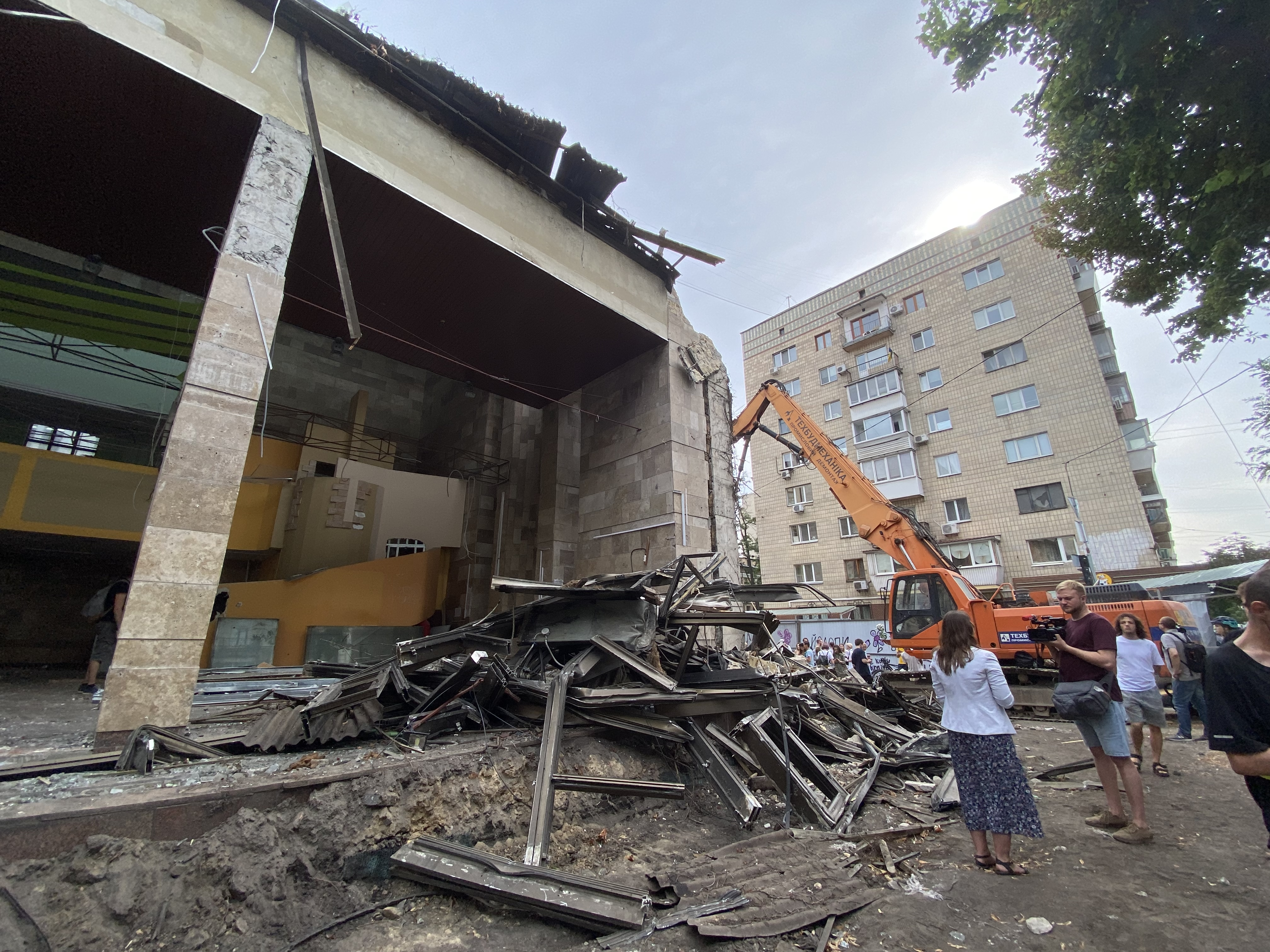
Detail
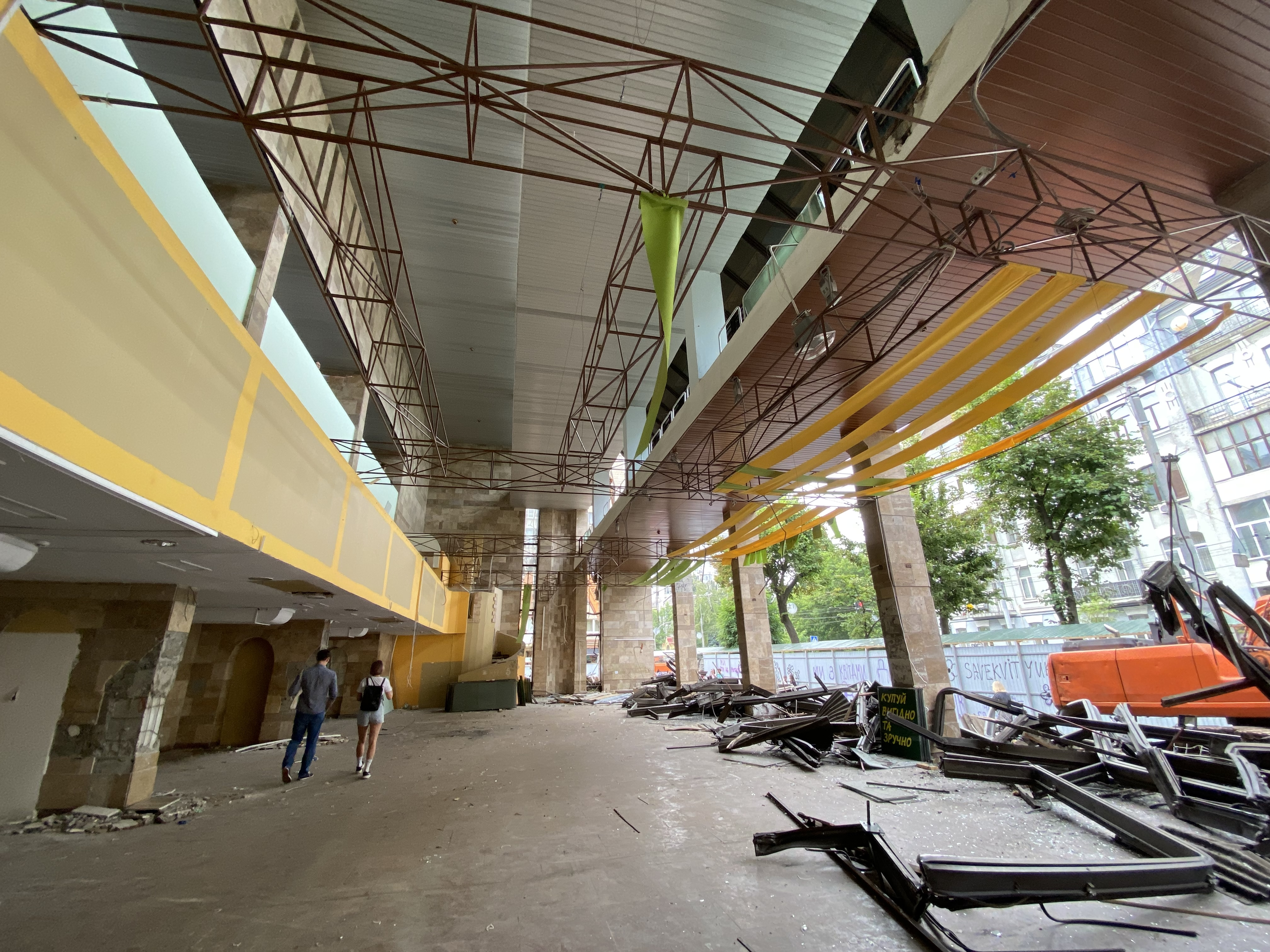
Pohled dovnitř
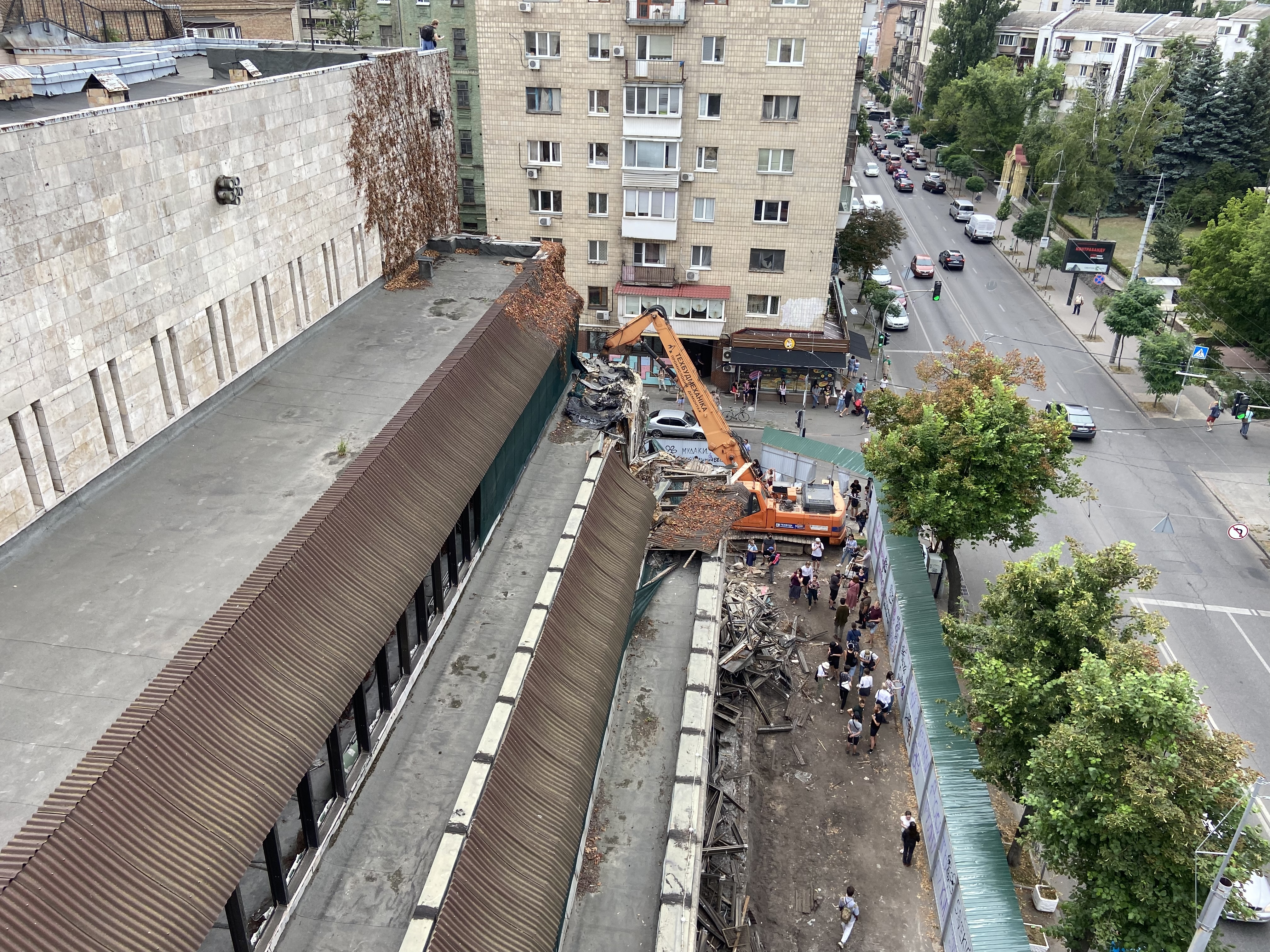
Odsazená střecha směrem do ulice
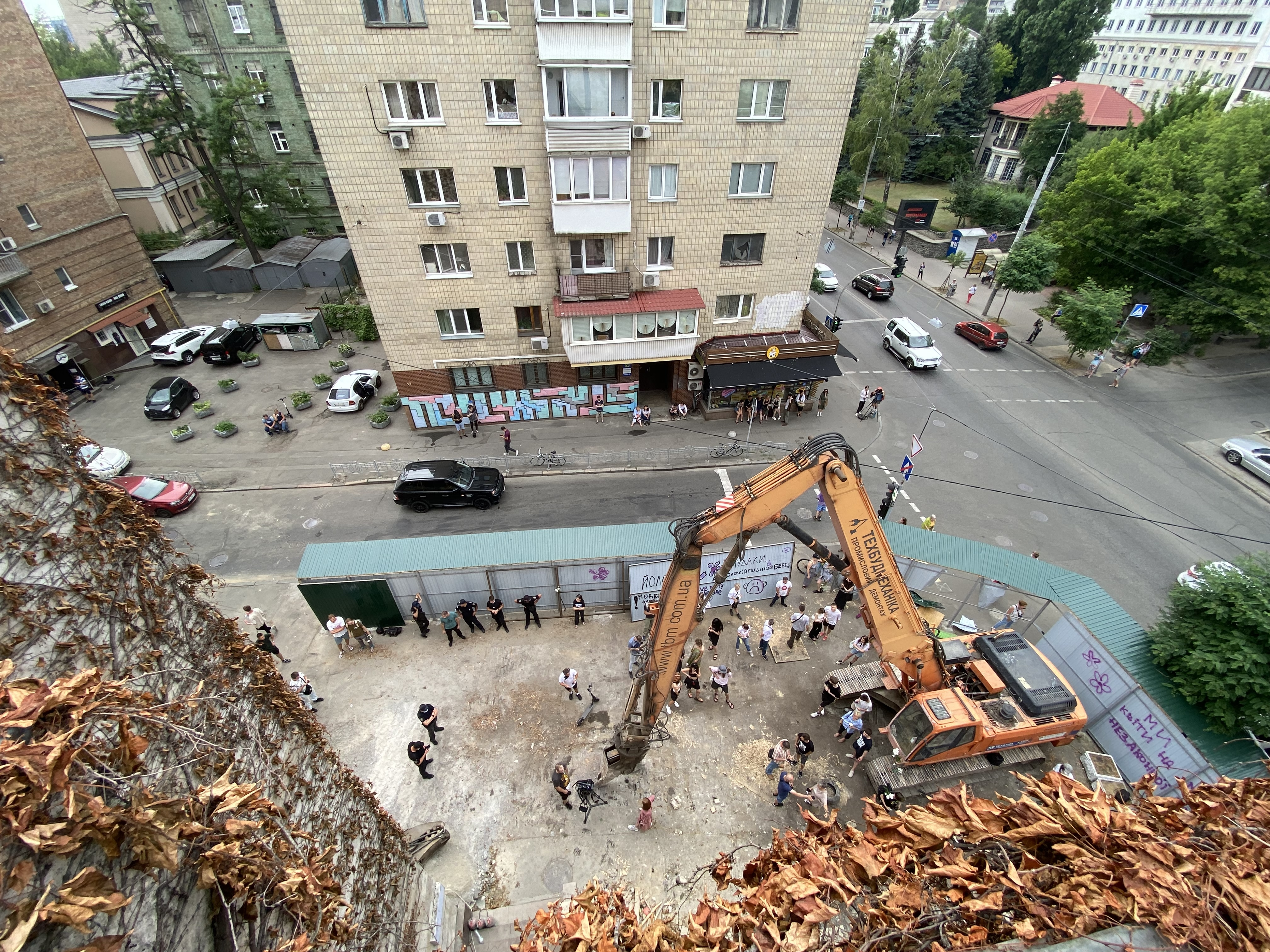
Bagr

Dne 23. července 2021 oznámilo Ministerstvo kultury a informační politiky Ukrajiny podpis memoranda s řadou veřejných organizací na ochranu památek kulturního dědictví druhé poloviny 20. století. Memorandum také počítá s vytvořením regionálních pracovních skupin pro sledování, identifikaci a přidávání budov do rejstříků památek kulturního dědictví.
Dne 3. srpna 2021 odbor ochrany kulturního dědictví státní správy města Kyjeva zařadil budovu Květy Ukrajiny na seznam předmětů kulturního dědictví v Kyjevě a zaslal žádosti ministerstvu kultury a informací o zařazení do Státního registru památek.